# Honda Avancier
Honda Avancier — легковой универсал на базе Accord с поперечным расположением двигателя, производимый с 1999 по 2004 годы компанией Honda только для японского рынка.

## Первое поколение
Avancier был выпущен, чтобы заполнить нишу между Accord и Odyssey 2-го поколения, т.е. по характеристикам и оснащению эта модель близка к Odyssey (построенному также на технической основе модели Accord), но выполнена в более легковом и меньшем кузове, имеет 2 ряда кресел (в отличие от 3-рядного Odyssey). От Accord использована легковая, хорошо управляемая многорычажная независимая подвеска всех осей автомобиля. От Odyssey данная модель получила такие преимущества, как огромный (для легкового автомобиля) комфортабельный люкс-салон, двойной кондиционер с климат-контролем, большую вместимость и грузоподъёмность и т.д. Оснащается передним либо полным приводом и исключительно автоматической коробкой передач. Устанавливались двигатели F23A (4 цилиндра в ряд, объём 2,3 л, мощность 150 л. с.) и J30A (6 цилиндров V-образно, объём 3 л, мощность 215 л. с.). Одной из особенностей является рычаг коробки на передней панели, а не на полу между сидениями, с возможностью ручного переключения передач Honda S-matic (как и на Odyssey 2-го поколения), что даёт возможность пассажирам перемещаться между рядами, не выходя из салона.

## Второе поколение
Honda Avancier второго поколения, предназначенный только для китайского рынка, начали выпускать осенью 2016 года.
Дополнительные фотографии:
Фото 1
Фото 2
Фото 3
Фото 4
Фото 5
Фото 6
Фото 7
Фото 8
Фото 9
Фото 10
Фото 11
Фото 12